# Vincenzo Filonardi
Vincenzo Filonardi (Roma, 23 luglio 1853 – Roma, 6 maggio 1916) è stato un politico e militare italiano del Regio Esercito oltre che a console italiano a Zanzibar.

## Biografia
Il capitano Vincenzo Filonardi è stato il precursore dell'invasione coloniale italiana in Somalia. Aveva sotto il suo comando diverse navi tra l'Italia e costa orientale dell'Africa. La sua sede fu a Zanzibar, dove godeva del favore del sultano locale. All'inizio degli anni 1890, dopo l'annessione dell'Eritrea, il governo italiano prese un'ulteriore espansione coloniale verso la Somalia. In considerazione del fatto che le altre potenze europee non avrebbero approvato un simile approccio, e al fine di aggirare quest'ostacolo, il Presidente del Consiglio italiano Giovanni Giolitti decise di rafforzare le istituzioni esistenti sul territorio italiano di Benadir. Ha chiamato Filonardi a Roma, dove lo nominò primo ambasciatore e console di Zanzibar e lo incaricò di costituire una società commerciale che doveva finanziare il governo italiano.
Convenzione dell'11 maggio 1893 tra Filonardi e il governo italiano:
(Firmato: Giolitti -Ministro degli affari esteri-)
Così, la società fondata da Filonardi si prese ufficialmente carico dell'amministrazione di quei territori, che il sultano di Zanzibar gli lasciò pochi anni prima in base a un accordo per ripianare i debiti per l'influenza italiana.
La decisione per quanto riguarda la colonizzazione della Somalia è stata lasciata a un'azienda privata, sulla convinzione che il sistema britannico di "governo indiretto" sarebbe la migliore soluzione attuale per evitare il sopra citato con le politiche internazionali e le relative problematiche. L'Italia è stata anche a causa della lotta di potere tra Giolitti e Francesco Crispi (del governo precedente) in una difficile situazione politica interna.
La decisione di evitare l'esercizio diretto del potere da parte del governo, anche se potrebbe essere vero tuttavia che ha mostrato problemi sostanziali di fretta, se dovuti ad errori di carattere generale o di diverse carenze organizzative. Soprattutto sembrava che la neonata società di Filonardi, appena creata da tre anni, fosse impossibilitata a gestire, una zona che era ancora molto incivile e poco esplorata. Era caduta così una società privata tra le cui funzioni erano quelle di conquista e di occupazione di zone inospitali per uso a scopo di difesa.

Buono (fattura o banconota) di 5 rupie somale con firma di Vincenzo Filonardi

Un altro errore della società di Filonardi è stato di non essere stata dotata di un capitale sufficiente per costruire insediamenti, città e porti e per garantirne la sicurezza. La società non ha mai svolto e non poteva permettersi di svolgere nei suoi tre anni di vita, attività che richiedevano questi investimenti. Dal momento che l'azienda era di proprietà dello Stato, non poteva aspettarsi di poter incassare i soldi ricevuti dalle attività industriali e dai commercianti autoctoni e di ricavarne un sostegno finanziario. Giolitti, che voleva dare vita alla nuova società di Filonardi in tutta fretta, non analizzò a fondo le difficoltà a cui essa andava incontro e il destino dell'impresa di Filonardi era incerto. Giolitti vide Filonardi semplicemente come uno strumento attraverso il quale avrebbe potuto realizzare le sue ambizioni coloniali nell'interesse dell'Italia.

### In Somalia
Dopo che la convenzione era stata firmata, Filonardi andò a prendere possesso dei nuovi territori affidatogli. Stabilì il suo quartier generale in un piccolo villaggio di pescatori sulla costa della Somalia (El Ataléh) a cui diede il nome di Itala. Il 15 giugno 1893 arrivarono alla società di Filonardi a Itala (l'odierna Adale) le prime banconote da 5 rupie (ITALIANO SOMALO P LAND-1).
Già prima della sua partenza per la Somalia assieme al governo italiano Filonardi strinse un accordo commerciale con la ditta "Salomone Litografica" di Roma.
Decreto scritto da Filonardi sulle nuove banconote o buoni della società:
1. Con effetto dal 1 ° Muharram 1312 l'Azienda Filonardi non adotterà più i talleri Maria Teresa per il pagamento delle imposte e delle tasse.

2. Tutti i pagamenti delle imposte e delle tasse sono ormai effettuati in rupie indiane e fatturati della società stessa.
 3. Il valore delle fatture (buoni o banconote) della società, ciascuna del valore di 5 rupie, è di 2,5 talleri di Maria Teresa.
 4. Queste fatture (buoni o banconote) della società destinate a circolare in tutte le città subordinate alla Società di Filonardi a Benadir e a ciascuno dei capi locali dell'amministrazione doganale verrà rilasciata anche come bene remunerativo.»
(Firmato a Mogadiscio, il 2 maggio 1894  dall'Amministratore delegato Vincenzo Filonardi.)
Data la moltitudine di commercianti indiani sulla costa somala, in quell'epoca, la valuta più usata era la rupia indiana. Mentre nell'entroterra somalo il tallero di Maria Teresa era comune. Due rupie corrispondevano a un tallero che a sua volta corrispondeva a tre lire d'oro. Una rupia corrispondeva quindi 1,50 lire d'oro, equivalente a un potere di spesa corrente di circa 5 €.
Filonardi all'inizio degli anni 1890 lavorava con i talleri, ma col passare del tempo decise di optare per la rupia indiana visto che quest'ultima continuava ad acquistare sempre più valore. L'emissione delle fatture (buoni o banconote) da uno lato aumentava la quantità di denaro in rupie, ma dall'altro non riempiva le casse di talleri di Maria Teresa con un conseguente deficit monetario.
In primo luogo, una parità tra la rupia e il tallero era stata fissata. Ciò era servito a tutelare gli interessi delle popolazioni economicamente vulnerabili dell'entroterra somalo, che erano rappresentate quasi esclusivamente da pastori e agricoltori, rispetto alla classe di ricchi mercanti che vivevano sulla costa. Il volume di denaro prodotto attraverso questa conversione era quindi aumentato. Questa conversione è stata sostenuta dal patrimonio della società Filonardi.

### Fallimento della società
Non è noto quante di queste fatture o buoni siano stati distribuiti, in quanto la quantità non appare nei bilanci della società. Molto probabilmente non più di 5.000 banconote (fatture o buoni sono state emesse, per un totale di 25.000 rupie (oggi circa 125.000 €).
Già nel primo anno di esercizio, la società di Filonardi dovette far fronte a ogni tipo di difficoltà. Ci furono diversi episodi spiacevoli con la popolazione locale, e al nuovo console italiano a Zanzibar, Antonio Cecchi, era stato chiesto dal governo italiano di presentare una relazione sulle attività della società di Filonardi. Questa relazione dipinse un quadro sfavorevole dell'amministrazione Filonardi, che era stato particolarmente criticato perché l'emissione dei nuovi buoni (fatture o banconote) non era stata inserita nei bilanci della società.
Dubbi circa l'oggettività di Cecchi sono giustificati, perché era pesantemente coinvolto come il promotore di una nuova società, la Società Benadir, infatti il contratto di 3 anni con Filonardi non fu rinnovato dal governo italiano e, nel 1896, la Società Benadir prese poi il posto della società di Filonardi.
Filonardi, deluso e rattristato per la decisione del governo, che premiò i suoi innumerevoli sforzi e tentativi con l'ingratitudine, portò il caso in tribunale. Tuttavia non fu ascoltato e dopo pochi anni la sua società andò persa e fu liquidata.
I buoni (banconote o fatture) della società Filonardi sono molto rare. È stato segnalato che, alla fine del 1980, un possibile discendente di Filonardi era ancora in possesso di solo 15 di questi buoni, però ancora in ottimo stato di conservazione. Queste sono anche le uniche fatture (buoni o banconote) che siano mai apparse negli ultimi anni sul mercato.